# Triathlon ai XIV Giochi panamericani
La gara di triathlon dei XIV Giochi panamericani si è tenuta a Santo Domingo, Repubblica Dominicana in data 10 agosto 2003.
Tra gli uomini ha vinto lo statunitense Hunter kemper, mentre tra le donne la canadese Jill Savege.

## Risultati

### Élite uomini
| #  | Corridore             | Tempo    |
| -- | --------------------- | -------- |
| 1  | Hunter Kemper         | 1:52:00" |
| 2  | Vigilio de Castilho   | 1:52:50  |
| 3  | Oscar Galíndez        | 1:52:59  |
| 4  | Doug Friman           | 1:53:11  |
| 5  | Daniel Fontana        | 1:53:28  |
| 6  | Paulo Abreu Miyashiro | 1:54:01  |
| 7  | José Zepeda           | 1:54:17  |
| 8  | Brent McMahon         | 1:54:46  |
| 9  | Leandro Macedo        | 1:54:55  |
| 10 | Eligio Cervantes      | 1:55:00  |
| 11 | Javier Rosas          | 1:56:04  |
| 12 | Gilberto González     | 1:56:16  |
| 13 | Felipe van de Wyngard | 1:57:11  |
| 14 | Yean Jimenez          | 1:57:24  |
| 15 | Victor Plata          | 1:57:24  |
| 16 | Leonardo Chacon       | 1:58:06  |
| 17 | Yaccery Leal          | 1:58:33  |
| 18 | Paul Tichelaar        | 1:58:52  |
| 19 | Matias Optiz          | 2:00:15  |
| 20 | Sean Bechtel          | 2:00:17  |
| 21 | Ezequiel Morales      | 2:01:17  |
| 22 | Carlos Friely         | 2:01:48  |
| 23 | Agustin Fontes        | 2:02:00  |
| 24 | Carlos Loor           | 2:02:26  |
| 25 | Gabriel Rojas         | 2:05:20  |
| 26 | Anthony van Lierop    | 2:05:35  |
| 27 | Robert Nuñéz          | 2:07:12  |
| 28 | Guillermo Nantes      | 2:08:04  |
| 29 | Fabio Campo           | 2:08:12  |
| 30 | Roberto Machado       | 2:08:41  |
| 31 | Daniel de Montreuil   | 2:14:14  |
| —  | Juan Enderica         | DNF      |
| —  | Angel Mogrovejo       | DNF      |
| —  | Jonathan Monsanto     | DNF      |
| —  | Carlos Doce           | DNF      |
| —  | Cristian Bustos       | DNF      |
| —  | Ricardo Cardeño       | DNS      |

### Élite donne
| #  | Corridore         | Tempo   |
| -- | ----------------- | ------- |
| 1  | Jill Savege       | 1:58:29 |
| 2  | Sheila Taormina   | 2:00:12 |
| 3  | Becky Gibbs       | 2:00:36 |
| 4  | Carla Moreno      | 2:01:51 |
| 5  | Sandra Soldan     | 2:02:14 |
| 6  | Mariana Ohata     | 2:03:15 |
| 7  | Gillian Moody     | 2:03:35 |
| 8  | Julie Swail       | 2:04:19 |
| 9  | Nancy Alvarez     | 2:04:59 |
| 10 | Natasha Filliol   | 2:06:05 |
| 11 | Esther Aguayo     | 2:06:10 |
| 12 | Yaricel Romero    | 2:10:48 |
| 13 | Niurka Guirola    | 2:12:45 |
| 14 | Soledad Omar      | 2:13:56 |
| 15 | Maria Barrera     | 2:15:02 |
| 16 | Fiorella d'Croz   | 2:16:50 |
| 17 | Monica Umana      | 2:21:25 |
| 18 | Anabel Mateo      | 2:24:12 |
| —  | Melissa Duran     | DNF     |
| —  | Viviana Chavarria | DNF     |
| —  | Ana Ortega        | DNF     |
| —  | Agnes Eppers      | DNF     |
| —  | Maria Morales     | DNS     |

## Medagliere
| Posizione | Nazione     | Oro | Argento | Bronzo | Totale |
| --------- | ----------- | --- | ------- | ------ | ------ |
| 1         | Stati Uniti | 1   | 1       | 1      | 3      |
| 2         | Canada      | 1   | 0       | 0      | 1      |
| 3         | Brasile     | 0   | 1       | 0      | 1      |
| 4         | Argentina   | 0   | 0       | 1      | 1      |
| Totale    | Totale      | 2   | 2       | 2      | 6      |